# Gereon Alter
Gereon Alter (* 1967 in Gelsenkirchen) ist ein deutscher römisch-katholischer Priester, Buchautor und Reiseradler.

## Leben
Nach dem Abitur studierte Gereon Alter Katholische Theologie, zunächst an den Universitäten in Bochum und Innsbruck, danach fünf Jahre lang in Rom. Dort lebte er als Stipendiat im Germanicum, einem Jesuitenkolleg, und studierte an der Päpstlichen Universität Gregoriana. Im Jahr 1993 wurde er in Rom zum Priester geweiht und ist seitdem im Bistum Essen tätig. Seit Herbst 2011 ist er Pfarrer der Essener Großpfarrei St. Josef Ruhrhalbinsel mit etwa 20.000 Katholiken.
Überregional bekannt wurde Gereon Alter durch sein Engagement in der katholischen Hörfunk- und Fernseharbeit. Er gehörte von 2010 bis 2021 zum Sprecherteam der ARD-Sendereihe Das Wort zum Sonntag. Er war jahrelang bei „Kirche im WDR“ zu hören. Er ist immer wieder an Fernsehgottesdiensten beteiligt.
Bekannt ist Gereon Alter auch für seine zahlreichen Radreisen, über die er in Vorträgen, in einem eigenen Blog und in diversen Hörfunksendungen berichtet. In seinem Buch Wer radelt, der findet gibt er einen Einblick in die beiden großen Leidenschaften seines Lebens.

## Schriften
- Wer radelt, der findet. Aus den Reisetagebüchern des Fahrrad-Pfarrers. Kösel-Verlag, München 2024, ISBN 978-3-466-37319-2.